# Eremogone eastwoodiae
Eremogone eastwoodiae är en nejlikväxtart som först beskrevs av Per Axel Rydberg, och fick sitt nu gällande namn av S. Ikonnikov. Eremogone eastwoodiae ingår i släktet Eremogone och familjen nejlikväxter. Utöver nominatformen finns också underarten E. e. adenophora.